# Daniel Lapaine
Daniel Lapaine (ur. 15 czerwca 1971 w Sydney) – australijski aktor filmowy i telewizyjny. Najbardziej znany z roli księcia Wendella w miniserialu Dziesiąte królestwo (2000) i roli Hektora w filmie telewizyjnym Helena Trojańska (2003).

## Filmografia
- 1994: Wesele Muriel jako David Van Arckle
- 1999: Podwójne zagrożenie jako przystojny ekspert internetowy
- 2000: Dziesiąte królestwo jako książę Wendell
- 2003: Helena Trojańska jako Hektor
- 2004: Poirot (serial telewizyjny) jako Tim Allerton
- 2008: Po prostu miłość jako Scott Wright
- 2008: Hotel Babylon jako Ned Wright
- 2009: Budząc zmarłych jako Samuel Knight
- 2011: Czarne lustro jako Max
- 2012: Wróg numer jeden jako Tim, szef stacji
- 2013: Jack pogromca olbrzymów jako ojciec Jacka
- 2013: Śmierć w Tombstone jako szeryf Bob Massey
- 2015: Wersal: Prawo krwi jako Karol II Stuart